# チャレンジ・コンサート
『チャレンジ・コンサート』はピンク・レディーのLP盤ライブ・アルバム。

## 内容

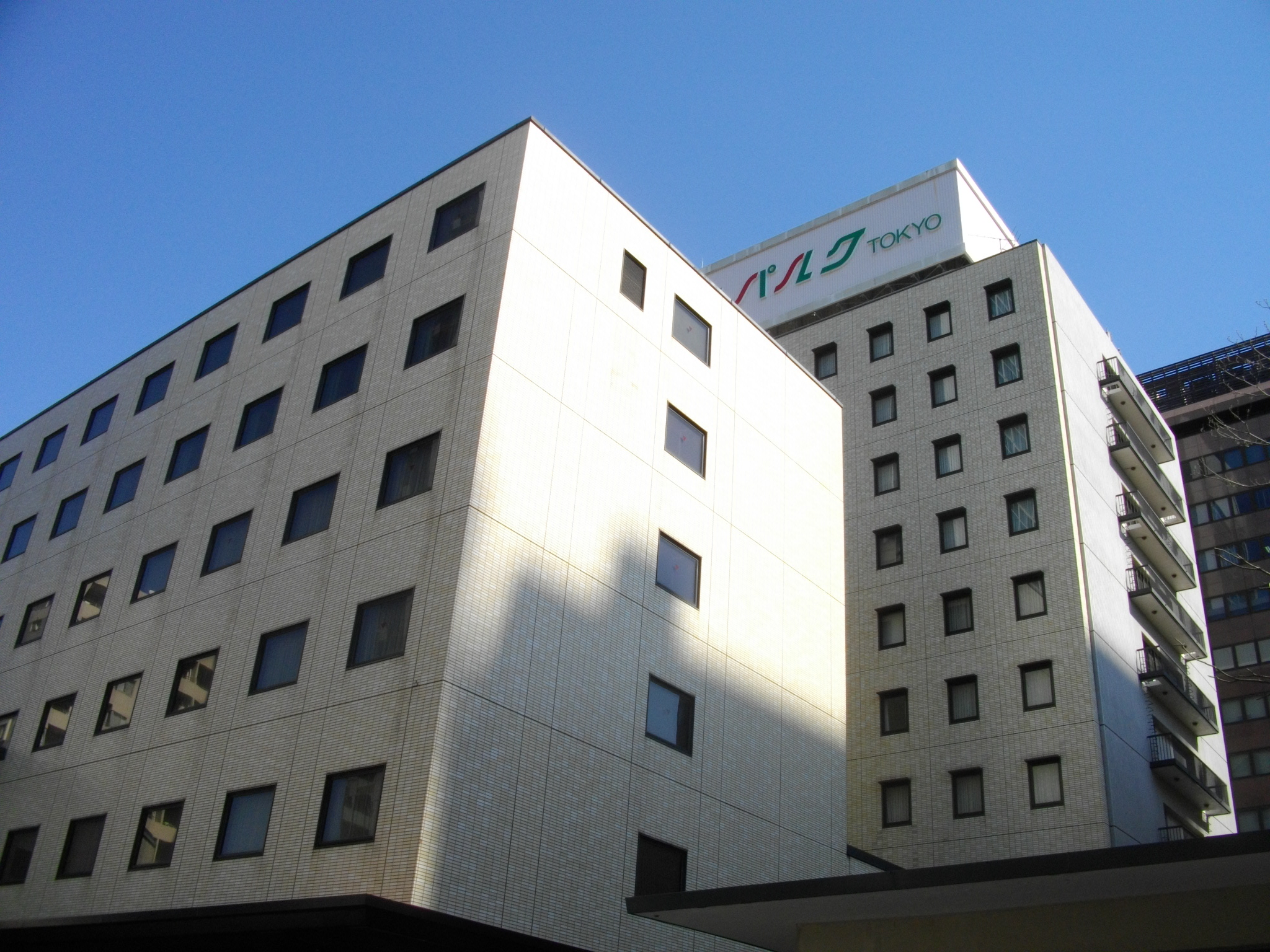
会場となった東京芝郵便貯金ホール（現：メルパルク東京）

1977年に東京芝郵便貯金ホールで行われたライブの音源を収録。
2006年7月26日には紙ジャケット仕様でCD化された。

## 収録曲

### SIDE-A
1. オープニング～忘れたいのに～朝まで踊ろう
2. メドレーI～マネー・ハニー～エンジェル・ベイビー～ロックン・ロール・ラブレター～二人だけのデート
3. ペッパー警部
4. ロックン・ローラー・コースター
5. にがい涙
6. ジョリーン
7. 初恋の並木道
8. フィーリング
9. カントリー・ロード

### SIDE-B
1. 愛するデューク
2. モータウン・ストーリー～モータウン・オーバチュア～マネー～プリーズ・ミスター・ポストマン～アイ・ウォント・ユー・バック～ユー・キープ・ミー・ハンギング・オン
3. 乾杯お嬢さん
4. ゆううつ日
5. インスピレーション
6. メドレーII～ストップ・イン・ザ・ネーム・オブ・ラブ～セクシー・バス・ストップ～ベイビー・ラブ～ソウルこれっきりですか～恋のハッスル・ジェット～愛はどこへ行った
7. S・O・S
8. カルメン'77
9. バイ・バイ・ベイビー～サヨナラの歌

## クレジット
- 演奏：稲垣次郎とソウル・メディアwithストリングス
  - テナーサックス・フルート：稲垣次郎
  - トランペット：篠原国利、吉岡孝時、細田忠義、佐野健一
  - トロンボーン：川口日出男
  - キーボード：大浜和史
  - エレキベース：多田文信
  - エレキギター：立山健彦
  - ドラムス：多田牧男
  - コーラス：ミンツ、マーガレット
- 編曲・指導：前田憲男